# Stoom Stichting Nederland

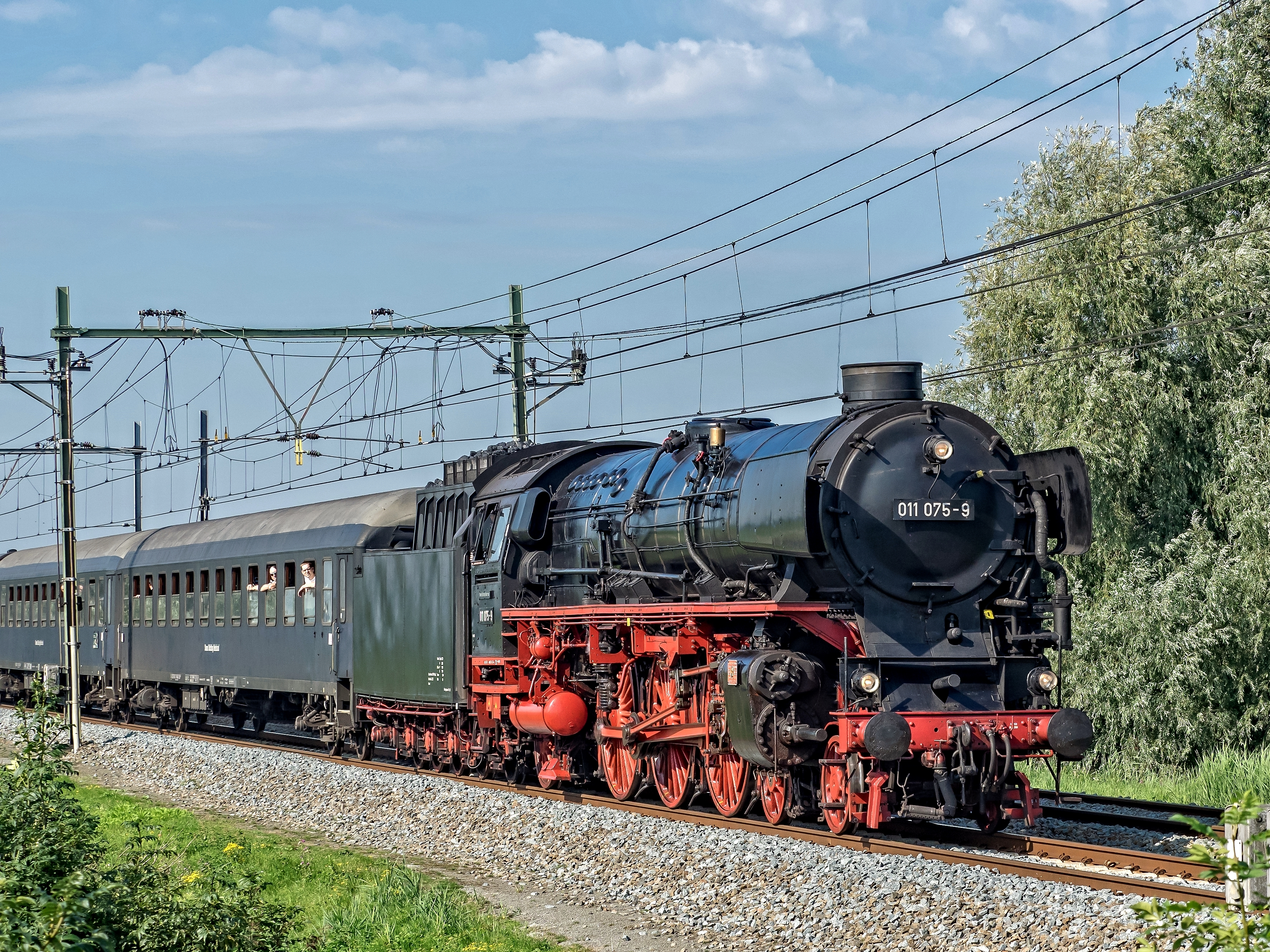
Loc SSN 011 075-9 (DB 01 1075) met een trein te Hogebrug-Hekendorp.

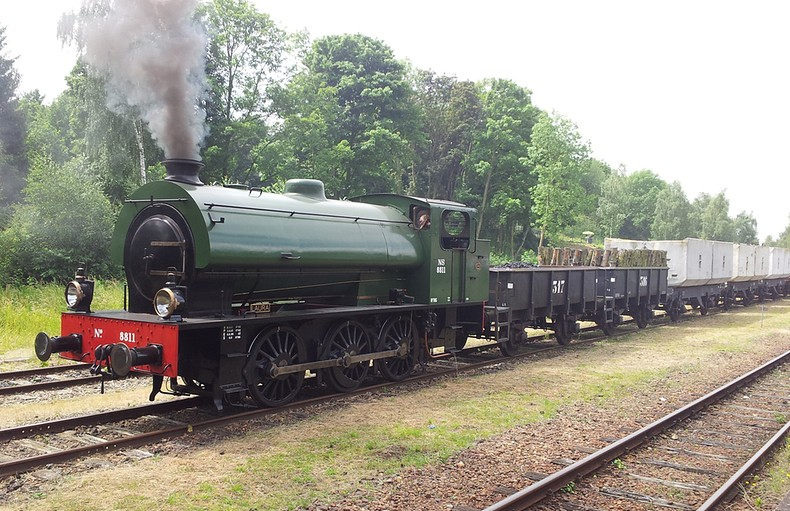
Loc SSN 8811 op bezoek in bij de ZLSM in Simpelveld.

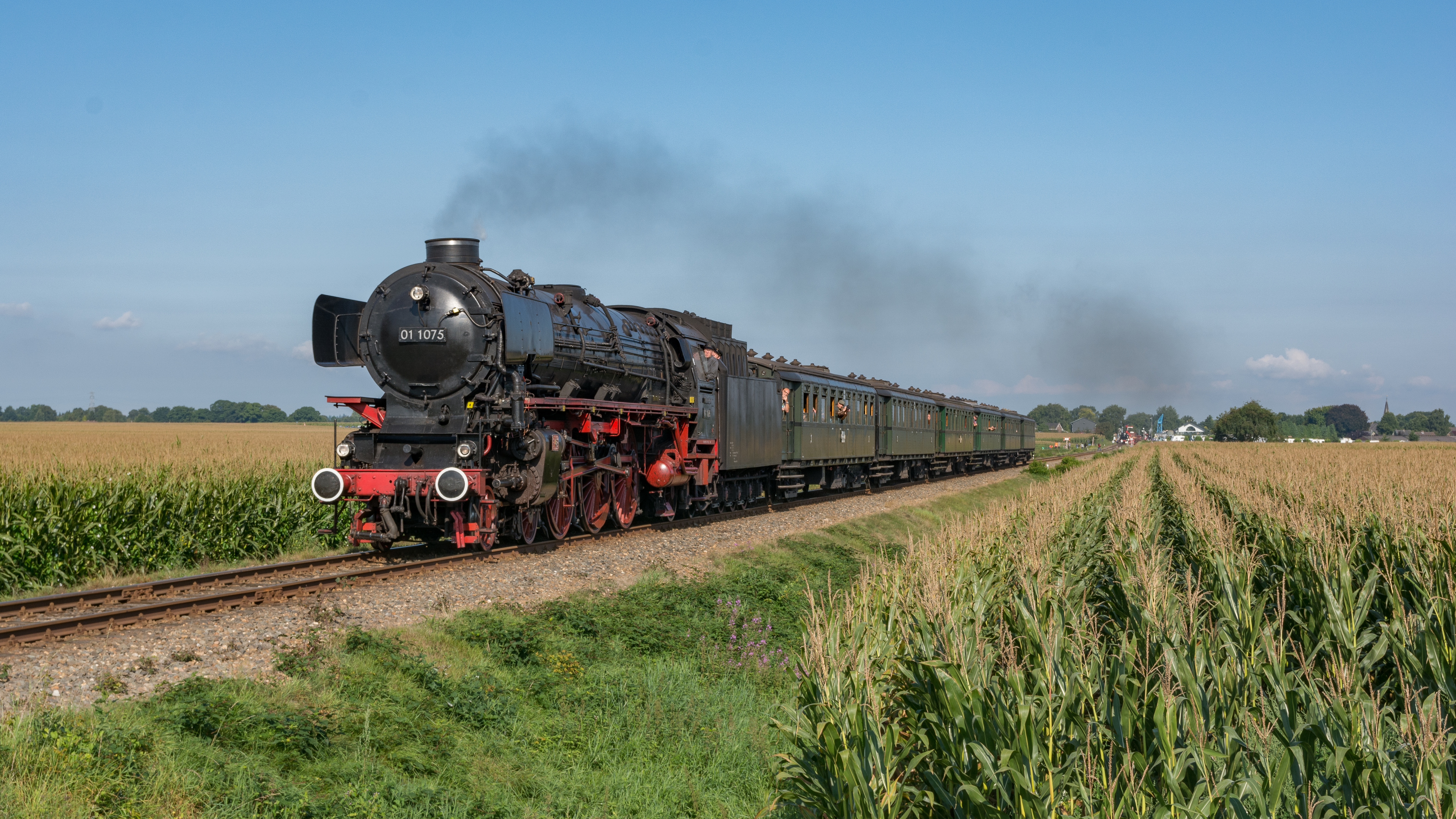
Loc 01 1075 op bezoek bij VSM nadert Beekbergen

Stoom Stichting Nederland (SSN) stelt zich ten doel historische, door stoom aangedreven, werktuigen en transportmiddelen in bedrijfsvaardige staat te houden en te herstellen om ze zodoende voor het nageslacht te bewaren.
De stichting concentreert zich in de praktijk uitsluitend op stoomlocomotieven en bijpassende spoorwegrijtuigen. Anno 2017 omvat de collectie zes stoomlocomotieven, drie diesellocomotieven, drie Belgische en zeven West-Duitse rijtuigen alsmede een Oost-Duits Mitropa-restauratierijtuig. Van de stoomlocomotieven kunnen er vier als bedrijfsvaardig worden bestempeld, zij het dat er als gevolg van het onderhoudsregime in de praktijk altijd een in onderhoud is. De meeste operationele locomotieven zijn uitgerust met het ook voor museummaterieel verplichte ATB-E-systeem. Locomotief 01 1075 is sinds 2010 ook voorzien van het Duitse PZB90 en kan hierdoor formele toelating op het Duitse spoorwegnet krijgen. De SSN is hiermee de enige Nederlandse museumorganisatie die zelfstandig en met eigen materieel in Duitsland mag rijden.

## Museumstoomdepot in Rotterdam
De collectie bevindt zich in het Museumstoomdepot aan de Bosdreef te Rotterdam, een in oude stijl opgetrokken locomotievenloods met bijbehorend emplacement en draaischijf. Het SSN-emplacement heeft via het niet meer gebruikte Goederenstation Rotterdam Noord een verbinding met de spoorlijn Utrecht - Rotterdam. De locomotievenloods fungeert niet alleen als onderdak, maar ook als onderhoudswerkplaats voor de SSN-collectie. De werkplaats is voor bezoekers toegankelijk.

## Ritten
De SSN exploiteert geen eigen museumspoorlijn, maar rijdt met door stoomlocomotieven getrokken treinen over het landelijke spoorwegnet. Een aantal malen per jaar worden er een- of meerdaagse ritten georganiseerd voor donateurs en belangstellenden. De meerdaagse ritten voeren vaak naar het buitenland. Tevens rijdt de SSN regelmatig stoomtreinen voor bezoekers van grote evenementen als de Rotterdamse havendagen of Dordt in Stoom.

## Collectie
| Maatschappij en nummer                          | Tractie / type                      | Naam en bijzonderheden                       | Bouwjaar en fabriek                | Monumentenregister en opmerkingen | Afbeelding |
| ----------------------------------------------- | ----------------------------------- | -------------------------------------------- | ---------------------------------- | --- | ---------- |
| Locomotieven                                    |                                     |                                              |                                    | |            |
| DB 01 1075                                      | Stoom                               | Sneltreinlocomotief Baureihe 01.10           | 1940, Schwartzkopf                 | Oliegestookte stoomlocomotief, die de laatste jaren bij de DB het nummer 012 075 droeg. Van 1940 tot 1948 had de loc stroomlijnbeplating. In 1992 verbouwd voor kolenstook. Rijvaardig. |            |
| DB 23 023                                       | Stoom                               | Personentreinlocomotief Baureihe 23          | 1952, Jung                         | Na revisie weer rijvaardig sinds begin 2019. |            |
| DB 41 105                                       | Stoom                               | Oliegestookte goederenlocomotief Baureihe 41 | 1939, Krupp                        | In revisie. |            |
| DB 50 1255                                      | Stoom                               | Goederenlocomotief Baureihe 50               | 1941, Jung                         | Niet rijvaardig. Reed de laatste jaren bij DB onder nummer 051 255. |            |
| DB 65 018                                       | Stoom                               | Tenderlocomotief Baureihe 65                 | 1955, Krauss Maffei                | Op 6 oktober 2019 overgebracht naar de Veluwsche Stoomtrein Maatschappij en verhuurd voor 10 jaar.                                                                                      |            |
| NS 8811                                         | Stoom                               | Engelse drieassige rangeerlocomotief         | 1943, Hudswell Clarke & Co.        | Rijvaardig. In 1981 aangekocht via de mijnen Laura en Julia, waar de locomotief reed onder nummer LV 13.                                                                                |            |
| NS 228                                          | Diesel                              | Locomotor NS 200                             | 1935, Werkspoor                    | Rijvaardig |            |
| NS 658                                          | Diesel                              | Rangeerlocomotief serie NS 600               | 1957, The English Electric Company | Rijvaardig |            |
| KNHS C.4-03 'Wanda'                             | Diesel                              | Rangeerlocomotief afkomstig van Hoogovens    | 1961, Cockerill                    | Rijvaardig |            |
| Rijtuigen                                       |                                     |                                              |                                    | |            |
| NMBS 21.025                                     | 1e klas rijtuig                     | NMBS-rijtuig type K1                         | 1934, Baume & Marpent              | Afkomstig van Vennbahn. Rijvaardig. |            |
| NMBS 21.027                                     | 1e klas rijtuig                     | NMBS-rijtuig type K1                         | 1934, Baume & Marpent              | Rijvaardig. |            |
| NMBS 21.036                                     | 1e klas rijtuig                     | NMBS-rijtuig type K1                         | 1934, Baume & Marpent              | In revisie. |            |
| DB 51 84 22 40 498-9                            | 2e klas rijtuig                     | DB-rijtuig type Bm232                        | 1958, Credé                        | DB 18863, in de collectie sinds 2008, vaste personeelswagen. rijvaardig. deze wagen is te herkennen aan haar andere kopwanddeuren en grote buitendeuren.                                |            |
| DB 51 84 22-40 350-2                            | 2e klas rijtuig                     | DB-rijtuig type Bm238                        | 1958, Orenstein & Koppel           | In collectie sinds 2010. Rijvaardig. In 2019 is de revisie afgerond. Deze wagen is in groen witte pop-art kleurstelling op de baan te vinden.                                           |            |
| DB 51 84 22-40 414-6                            | 2e klas rijtuig                     | DB-rijtuig type Bm238                        | 1959, Wegmann                      | In collectie sinds 2010. Rijvaardig. Groen. |            |
| DB 51 84 22-40 618-2                            | 2e klas rijtuig                     | DB-rijtuig type Bm238                        | 1959, MAN                          | In collectie sinds 2010. Rijvaardig. Blauw |            |
| DB 51 84 22-40 759-4                            | 2e klas rijtuig                     | DB-rijtuig type Bm238                        | 1960, MAN                          | In collectie sinds 2010. Rijvaardig. Blauw. |            |
| DB 56 80 85 92 252-0                            | 1e klas rijtuig /Restauratierijtuig | DB-rijtuig type ARmh 217                     | 1969, Wegmann                      | In collectie sinds 2016. In revisie. Rood met witte baan. |            |
| DR 51 84 88-80 217                              | Restauratierijtuig                  | DR-rijtuig type WRm 130.1                    | 1984, Waggonbau Bautzen            | In collectie sinds 1994. Rijvaardig. Rood. |            |
| Bagagewagens, Goederenwagens en dienstmaterieel |                                     |                                              |                                    | |            |
| DB 51 84 92-99 068-5                            | Bagagerijtuig                       | DB-rijtuig type Dm905                        | 1975, Linke-Hofmann-Busch          | DB 51 84 92-99 068-5, daarna NS Overnight Express 50 80 00-35 151-2, nu Waterwagen |            |
| DB 51 84 92-99 067-7                            | Bagagerijtuig                       | DB-rijtuig type Dm905                        | 1974, Linke-Hofmann-Busch          | DB 51 84 92-99 067-7, daarna NS Overnight Express 50 80 00-35 129-8 |            |
| NS 40 84 95 91 049-4                            | Goederenwagen                       | NS-goederenwagen type Gs                     | Werkspoor                          | In 2014 omgebouwd tot platte wagen |            |
| NS 01 84 22 53 065-1                            | Goederenwagen                       | NS-goederenwagen type Hbis                   | 1973, Waggonfabrik Talbot          | Ex Werkgroep loc 1501 / Stichting Klassieke Locomotieven |            |
| NS 40 84 953 6 386-8                            | Goederenwagen                       | NS-goederenwagen type Ks                     | 1955, Werkspoor                    | Ex VSM rongenwagen, geruild tegen de hongaar met kopdeuren |            |

Voormalig SSN materieel
| Maatschappij en nummer                          | Tractie / type     | Naam en bijzonderheden         | Bouwjaar en fabriek                          | Monumentenregister en opmerkingen | Afbeelding |
| ----------------------------------------------- | ------------------ | ------------------------------ | -------------------------------------------- | --- | ---------- |
| Locomotieven                                    |                    |                                |                                              | |            |
| ÖBB 52 3879                                     | Stoom              | Goederenlocomotief Baureihe 52 | 1944, Wiener locomotiv fabriek A. G.         | Bij de SSN van 1989 tot 2003. Was van een particulier. Nu bij de VSM                                                                        |            |
| No. 6326                                        | "Stoom"            | Vuurloze stoomlocomotief       | 1913, Orenstein & Koppel                     | Rijvaardig bij de Star |            |
| V60 12942                                       | Diesel             | Rangeerlocomotief              | 1964, LEW                                    | Bij de SSN van 1997 tot 1999. Was van een particulier. Verkocht aan acts. Geplukt en gesloopt in 2005                                       |            |
| C4-06                                           | Diesel             | Rangeerlocomotief              | 1961, Cockerill                              | Bij de SSN vanaf 1986 tot onbekend. Teruggegaan naar de hoogovens.                                                                          |            |
| Kranen                                          |                    |                                |                                              | |            |
| Stoomkraan 23                                   | Stoom              | IBHC                           | 1943, Scheepswerf Piet Smit Jr               | Bij de SSN van 1978 tot 2006. In eigen beheer gesloopt bij gebrek aan belangstelling.                                                       |            |
| Stoomkraan 9                                    | Stoom              | Boele                          | 1945, Boele                                  | Bij de SSN van 1982 tot 1997. Verkocht aan stoom machine museum medemblik.                                                                  |            |
| Boten                                           |                    |                                |                                              | |            |
| De Finland                                      | Stoomsleepboot     | Finland                        | 1921, Scheepswerf Piet Smit Jr               | Bij de SSN van 1976 tot 1981. Nu bij stichting stoomsleepboot Finland                                                                       |            |
| ELEVATOR 4                                      | Stoomgraanelevator | GEM 4                          | 1908, Wilton Machinefabriek & Scheepswerf NV | Bij de SSN van 1979 tot 1982. Teruggegaan naar Graan Elevator Maatschappij. Onderdelenleverancier voor de Stadsgraanzuiger No.19. Gesloopt. |            |
| Rijtuigen                                       |                    |                                |                                              | |            |
| NS mC 9018                                      | Rijtuig            | NS-rijtuig type Blokkendoos    | 1926, Beijnes                                | Bij de SSN van 1985 tot 1997. Deed dienst als personeelsverblijf. Verkocht aan de VSM. Gesloopt.                                            |            |
| NS RD 7659                                      | Restauratierijtuig | NS-rijtuig type Plan D         | 1951, Beijnes                                | Bij de SSN van 1978 tot 1999. In 1999 naar het Nederlands Spoorwegmuseum.                                                                   |            |
| NS A 7704                                       | Rijtuig            | NS-rijtuig type Plan D         | 1950, Werkspoor                              | Bij de SSN van 1978 tot 1991. In 1991 via stichting Dordt in Stoom in 1994 naar VSM.                                                        |            |
| NS A 7709                                       | Rijtuig            | NS-rijtuig type Plan D         | 1950, Werkspoor                              | Bij de SSN van 1978 tot 1991. In 1991 via SGB in 1994 naar NSM.                                                                             |            |
| NS AB 7711                                      | Rijtuig            | NS-rijtuig type Plan D         | 1951, Werkspoor                              | Bij de SSN van 1978 tot 1981, terug naar NS. Gesloopt.                                                                                      |            |
| NS AB 7718                                      | Rijtuig            | NS-rijtuig type Plan D         | 1951, Werkspoor                              | Bij de SSN van 1978 tot 1981, terug naar NS. Gesloopt.                                                                                      |            |
| NS C 7826                                       | Rijtuig            | NS-rijtuig type Plan D         | 1951, Werkspoor                              | Bij de SSN van 1978 tot 1981, terug naar NS. Gesloopt.                                                                                      |            |
| NS C 7837                                       | Rijtuig            | NS-rijtuig type Plan D         | 1951, Werkspoor                              | Bij de SSN van 1978 tot 1981, terug naar NS. Gesloopt.                                                                                      |            |
| NS AB 7355                                      | Rijtuig            | NS-rijtuig type Plan K         | 1957, Beijnes                                | Naar SSN in 1981, terug naar NS in 1982. In 1996 naar VSM. Gesloopt in 2017.                                                                |            |
| NS AB 7358                                      | Rijtuig            | NS-rijtuig type Plan K         | 1957, Beijnes                                | Naar SSN in 1981, terug naar NS in 1982. Gesloopt.                                                                                          |            |
| NS AB 7361                                      | Rijtuig            | NS-rijtuig type Plan K         | 1957, Beijnes                                | Naar SSN in 1981, terug naar NS in 1982. Gesloopt.                                                                                          |            |
| NS AB 7363                                      | Rijtuig            | NS-rijtuig type Plan K         | 1957, Beijnes                                | Naar SSN in 1981, terug naar NS in 1982. Gesloopt.                                                                                          |            |
| NS AB 7372                                      | Rijtuig            | NS-rijtuig type Plan K         | 1957, Beijnes                                | Naar SSN in 1981, terug naar NS in 1982. Gesloopt.                                                                                          |            |
| NMBS 21.003                                     | Rijtuig            | NMBS-rijtuig type K1           | 1934                                         | NMBS 21.003, in 2011 naar TSP |            |
| NMBS 21.019                                     | Rijtuig            | NMBS-rijtuig type K1           | 1934                                         | NMBS 21.019, in 2011 naar TSP. |            |
| NMBS 29.126                                     | Rijtuig            | NMBS-rijtuig type K1           | 1934                                         | NMBS 29.126, in 2011 naar TSP. |            |
| Bagagewagens, Goederenwagens en dienstmaterieel |                    |                                |                                              | |            |
| NS D 7618                                       | Bagagerijtuig      | NS-rijtuig type Stalen D       | 1932, Allan/Beijnes                          | Oorspronkelijk nummer D 6063. Naar SSN in 1977. In 1997 naar VSM.                                                                           |            |
| NS 3441                                         | Goederenwagen      | NS-goederenwagen type Gls      | 1950, Werkspoor                              | Overgegaan naar Het Spoorwegmuseum. Gesloopt                                                                                                |            |
| NS 69401                                        | Goederenwagen      | NS-goederenwagen type E        | 1958, Werkspoor                              | Nu VSM. |            |
| NS 69413                                        | Goederenwagen      | NS-goederenwagen type E        | 1956, Werkspoor                              | Nu VSM |            |
| NS 69489                                        | Goederenwagen      | NS-goederenwagen type E        | 1958, Werkspoor                              | Nu VSM |            |
| NS 69533                                        | Goederenwagen      | NS-goederenwagen type E        | 1958, Werkspoor                              | Deze wagen is via de VSM naar de MBS gegaan.                                                                                                |            |
| NS 40095                                        | Goederenwagen      | NS-goederenwagen type GLDW     | 1951, Werkspoor                              | Nu VSM |            |
| NS 20992                                        | Goederenwagen      | NS-goederenwagon type CHK      | 1949, Waggongyär Györ                        | In 2020 naar de VSM. |            |
| 743 588                                         | Dienstwagen        | DDR-verblijfswagen             | 1956, VEB Waggonbau Bautzen                  | Bij de SSN van 1989 tot 2003. Was van een particulier. Nu bij de VSM                                                                        |            |
| NS 40 84 95 41 166-7                            | Dienstwagen        | NS-verblijfswagen type Us 511  | 1959, Werkspoor                              | NS 40 84 95 41 166-7 pipowagen omgebouwd in 1991. Afgevoerd op 26-2-2021 naar Het Land van Jan Klaassen.                                    |            |